# Boy (huispersoneel)
Een boy (vrouwelijk: boyesse) is in Franstalig Afrika een huisbediende. De term was in het bijzonder gangbaar in de Franse en Belgische koloniën om zwart huispersoneel van blanke meesters aan te duiden. De boys woonden al dan niet in en werden aangesproken met de voornaam. Typisch deden ze huishoudelijke taken als schoonmaken, eten bereiden, boodschappen doen en de tuin onderhouden. 